# Heinrich Ernst Schmidt

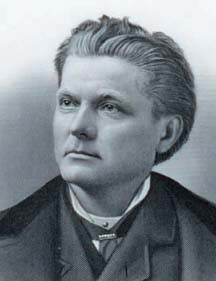
Heinrich Ernst Schmidt (1886)

Heinrich Ernst Schmidt, anglisiert Henry Ernest Schmid (* 1. Mai 1834 in Querfurt, Königreich Preußen; † 10. Oktober 1926 in White Plains) war ein deutschamerikanischer Arzt, der gegen Ende der Edo-Zeit im Auftrag der Episkopalkirche der Vereinigten Staaten die Lage in Japan erkundete und heute zu den Pionieren der protestantischen Japanmission zählt.

## Familie und Bildungsgang
Heinrich Ernst Schmidt wurde im preußischen Querfurt als Sohn vom Sohn des Publizisten Heinrich August Schmidt (1780-?) und Sophie Berger Kleidermacher geboren. Sein Vater stand in enger Beziehung zum Verlag der Familie Tauchnitz in Leipzig. Heinrich Ernst hatte fünf Geschwister. Von Ostern 1846 bis 1852 besuchte er die von dem protestantischen Pietisten August Hermann Francke 1697 gegründete Lateinschule in Halle. Es scheint, dass sein Vater nach der Niederschlagung der Deutschen Revolution von 1848/1849 Schwierigkeiten mit den Behörden bekam. Wie einige seiner Geschwister reihte sich Heinrich in die wachsende Schar der Forty-Eighters ein und emigrierte 1853 über Bremen nach Amerika. Hier lebte er zunächst in Winchester (Virginia) und absolvierte ein Studium der Klassiker an University of Virgina, das er mit einem Master of Arts abschloss. Es folgte ein Studium der Medizin an der University of Pennsylvania. Seine Verbindungen zur Episkopalkirche der Vereinigten Staaten entstanden vermutlich in diesen Jahren. Am 3. Januar 1859 wurde er naturalisiert. Im selben Jahr erwarb er seine ärztliche Lizenz.

## Mission in Japan

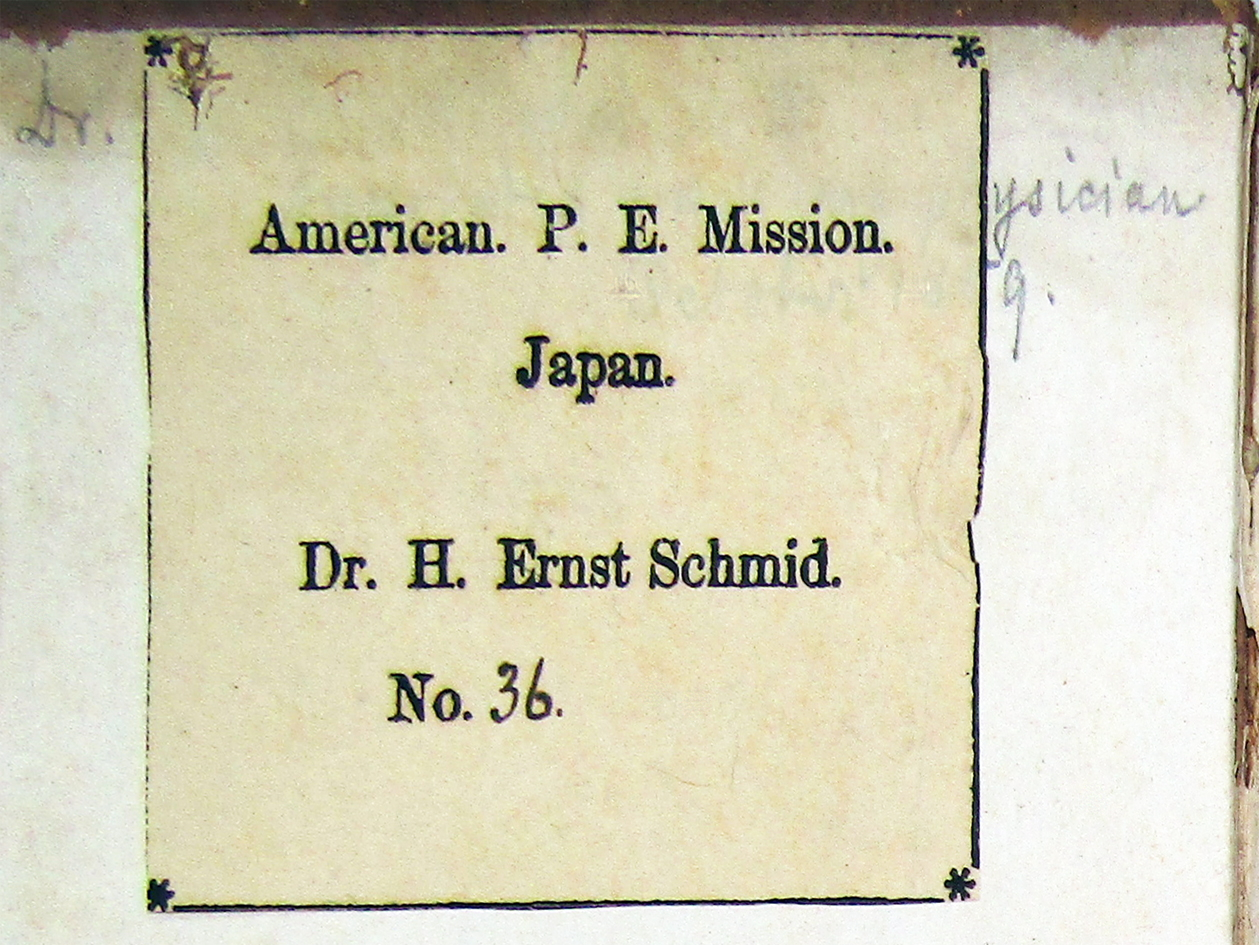
Ex Libris aus Schmidts Missionsbibliothek (Nonaka Usaien Collection, Saga)

Nach der im Jahre 1854 durch Commodore Matthew Calbraith Perry durchgesetzten Öffnung Japans (siehe Vertrag von Kanagawa) bereitete der Missionsausschuss der Episkopalkirche der Vereinigten Staaten den Aufbau einer japanischen Mission vor. Der China-Missionar und Diplomat Samuel Wells Williams, der für Perry als Dolmetscher arbeitete und im September 1858 Nagasaki besucht hatte, schlug vor, dass zu einer solchen Missionsstation unbedingt ein Arzt gehöre, der den Einheimischen unentgeltlich ärztlichen Beistand leisten solle. Man beschloss, Schmidt nach Japan zu entsenden. Im März 1859 brach er nach Shanghai auf. Von dort ging es weiter nach Nagasaki, das er Ende September erreichte. Im Mai waren bereits der Missionar John Liggins (1829–1912) und im Juli der Episkopal-Missionar, spätere Bischof und Gründer der Rikkyō-Universität Channing Moore Williams (1829–1910) eingetroffen. Wie beide, so wurde auch Schmidt provisorisch in einem Gebäude des Sōfuku-Tempels (Sōfukuji, 崇福寺) untergebracht.
Da das Christentum und jegliche Missionstätigkeit im Lande verboten war, mussten Williams, Liggins und Schmidt eine andere Tätigkeit aufnehmen. Religiösen Beistand konnten sie nur den wenigen, in Nagasaki lebenden Engländern und Amerikanern zuteilwerden lassen. Liggins unterrichtete die japanischen Dolmetscher des Nagasaki-Gouverneurs (Nagasaki bugyō) in englischer Sprache. Schmidt arbeitete mit der Erlaubnis dieses Gouverneurs als Lehrer für Englisch und Medizin. Liggins, der bereits in China mit gesundheitlichen Problemen zu kämpfen hatte, musste bereits im Februar 1860 seinen Japanaufenthalt abbrechen.
Im Juli 1861 bezog Schmidt das Haus Nr. 4 in der Ausländersiedlung Higashiyamate. Hier lebte er in unmittelbarer Nachbarschaft mit dem niederländischen Missionar und späteren Ratgeber der Meiji-Regierung Guido Verbeck. Williams berichtet in einem Schreiben, dass Schmidts ärztliche Hilfe weithin geschätzt werde, so dass die Zahl seiner Patienten rapide ansteige. Schmidt war tief beeindruckt von der starken Unterstützung des Patienten durch die Familie, wie auch der Liebe zwischen Eltern und Kindern. Seine Patienten beanspruchten ihn offenbar ausgiebig, denn er klagte, dass die Japaner den Wert der Zeit nicht kennen würden. Eigentlich wollte er keinerlei Geschenke seiner Patienten annehmen, doch habe er große Schwierigkeiten, diese abzulehnen. Es gelang ihm sogar, ein kleines Hospital einzurichten. Er erwähnt einen niederländischen Marinearzt, mit dem es keine Rivalität gebe. Beide hätten ihre eigenen Reiche und beide seien geachtete Männer. Gemeint ist Johannes L. C. Pompe van Meerdervoort (1829–1908), der seit 1857 im Auftrag der japanischen Regierung westliche Medizin praktizierte, erstmals in der japanischen Geschichte auf der naturwissenschaftlicher Grundlage und anhand eines Curriculums.
Neben seiner ärztlichen Praxis unterrichtete Schmidt 16 japanische Ärzte in westlicher Medizin, lernte Japanisch und bereitete ein japanisch-englisches Wörterbuch medizinischer Begriffe vor. Die hohe Belastung forderte allerdings ihren Preis. Schmidts Gesundheitszustand verschlechterte sich rapide. Im Frühsommer 1861 lief das von drei Kanonenbooten begleitete britische Forschungsschiff HMS Actaeon zu Untersuchungen der japanischen Küstenregionen in der Bucht von Nagasaki ein. Schmidt entschloss sich, auf diesem Schiff Japan zu verlassen, und heuerte als Dolmetscher an.
In der Folge entsandte die Episkopalkirche keinen Arzt mehr nach Japan. Anders als in China und später auch in Korea, wo Missionsärzte eine wichtige Rolle im Medizinalwesen spielten, hatte Japan, bis 1868 mit vorwiegend niederländischer Unterstützung, bereits aus eigenem Antrieb die Modernisierung der Medizin in Angriff genommen. Die medizinische Bibliothek, die Schmidt in kurzer Zeit aufgebaut hatte, ging in private japanische Hände über. Teile davon werden heute in der Sammlung einer alten Arzneimittelhandlung in Saga (Nonaka Usaien Collection) gehütet.

## Arzt in White Plains
Die Actaeon und ihre Begleitschiffe führten bis Dezember 1861 Erkundungen in der japanischen Inlandsee, in den Gewässern Koreas, Nordchinas, Borneos, Javas und Sumatras aus. Während der Reparatur von Sturmschäden unternahm Schmidt ausgedehnte Exkursionen in Südafrika. Im Januar 1862 traf das Schiff in Großbritannien ein. Von dort reiste Schmidt weiter nach Amerika.
Nach seiner Ankunft in New York ließ er sich in White Plains (Westchester County) nieder und heiratete Eugenia Preudhomme, die bereits 1884 starb. 1863 wurde er Mitglied der Medical Society of the County of Westchester. In den folgenden Jahren spielte er eine wichtige Rolle beim Aufbau des regionalen Medizinalwesens und hatte zahlreiche Funktionen inne. Sein in Halle gereiftes Bildungsdenken zeigte sich in seiner Gründung der White Plains Free Public Library. Von 1878 bis 1893 wirkte er als Präsident der Medical Society des Westchester County. Vier Jahre nach dem Tode seiner Frau heiratete er 1888 eine D. J. Tripp. Von 1894 bis 1896 unternahm er mit seiner Tochter ein ausgedehnte Europareise. 1905 folgte eine zweite, kürzere Reise. 1899 gründete er ein Heim für geistig Behinderte in Harrison (St. Vincent’s Retreat for the Insane).
1926 starb Schmidt im Alter von 92 Jahren und wurde in der Grabstätte seiner ersten Frau beigesetzt.

## Erinnerungen an Japan
Schmidt hatte während seines Aufenthaltes in Japan Naturalien gesammelt, die er der Smithsonian Institution in Washington überließ. Vermutlich aufgrund dieses Beitrags ernannte man ihn zum Mitglied der American Oriental Society und der American Association for the Advancement of Science.
1869 veröffentlichte Schmidt einige Notes from Japan, in denen er auf häufig beobachtete Leiden und Heilmittel einging. Es gebe im Lande eine große Zahl von Leprakranken. Auch böten alle Arten von Hautkrankheiten ein reiches Feld für Studien auf diesem Gebiet. Eine große Rolle spielten weiterhin diverse Geschlechtskrankheiten und Leiden der Augen.

## Aufsätze Schmidts
- Notes from Japan. In: The Medical Record, Vol. 4 (1869/70), S. 193–194.
- Notes from Japan. In: The Medical Record, Vol. 4 (1869/70), S. 313–315.
- Notes from Japan. In: The Madras Monthly Journal of Medical Science, Vol. 2 (1870), S. 227–234.